# Les Comes de Santa Eugènia
Les Comes de Santa Eugènia és una masia situada en el terme municipal de Moià (Moianès). Està situada a l'extrem oriental del terme municipal, prop del límit amb Collsuspina, a prop i al sud-oest del Gomar i de les restes de l'església de Santa Eugènia del Gomar, a prop i al sud-est del punt quilomètric 32 de la carretera N-141c. Pertany a la parròquia de Santa Coloma Sasserra. Forma part de l'Inventari del Patrimoni Arquitectònic de Catalunya.

## Descripció
És un mas d'estructura rectangular, de tres plantes (baixos, habitatge i golfes). L'estructura actual és setcentista, però amb moltes transformacions. El portal d'entrada és d'arc rebaixat, de pedra ben tallada i picada, a cada banda del portal hi ha una finestra adovellada. Al primer pis, donen tres obertures a la façana: una finestra amb motllures de tipus renaixentista, i dos balcons -el del damunt del portal és adovellat, i l'altre ha estat reformat-. Al pis superior hi ha tres obertures emmarcades per maó que es mantenen tapiades. Al cantó de migdia s'hi ha adossat un cos rectangular de dos pisos. El pati del davant queda tancat per coberts i pahisses. El cos adossat té galeria. A les golfes, i centrada al mig, hi ha una lluerna romboïdal, eclèctica. Als baixos hi ha una bonica entrada de tradició barroca.
Adossat a llevant dels coberts d'aquest mas es troba el Xup de Les Comes. Conjunt construït en pedra seca que amida, aproximadament 10 metres de llargària, per 3m d'alçada i per 5m. d'amplada. El conjunt és centrat per dos arcs, cadascun formant una cavitat individual, una d'aquestes reaprofitada com a safareig, i l'altra sense reformar. La que no ha estat reformada queda tancada per una paret fins a un 40 cm del sòl, donant protecció a una cavitat rectangular que amida uns 4 metres x 5m. i x 5 metres, coberta per una volta de canó. Uns graons, avui en mal estat, baixen fins al fons, on hi ha aigua de manera permanent.

## Història
L'estructura primitiva del mas, que no es manté, és anterior al segle xviii. L'any 1791 va sofrir una remodelació que li va donar la disposició actual, es conserva una inscripció al portal d'entrada que diu: "Sagimon Comas de Sta. Eugènia renovà any 1791 DNI". Els cobers i la pahissa del davant són obra del segle xix (una llinda porta l'any 1887). A principis de segle XX s'hi van fer reformes profundes, sobretot al primer i al segon pis; són d'aquesta època les finestres allargassades, emmarcades amb maó. Del Xup de Les Comes no es tenen notícies escrites. Per tradició oral s'ha explicat que aquesta cavitat servia d'aglaner i la seva funció era la de tenir un dipòsit on els aglans es poguessin estovar. També podria molt ben ser un dipòsit d'aigua per altres funcions, com la de tenir aigua per regar els horts.